# آنل هادژیچ (بازیکن فوتبال)
 آنل هادژیچ (انگلیسی: Anel Hadžić؛ زاده ۱۶ اوت ۱۹۸۹) یک بازیکن فوتبال است.